# Sejm zwyczajny 1726 (z limity)
Sejm 1726 (z limity) – sejm zwyczajny I Rzeczypospolitej, został zwołany 26 czerwca 1726 roku w poprzednim składzie poselskim do Grodna.
Sejmiki przedsejmowe odbyły się: dobrzyński 14 sierpnia i kujawski 17 sierpnia 1726 roku. Marszałkiem sejmu obrano Stefana Potockiego, referendarza koronnego.
Obrady sejmu trwały od 28 września do 10 listopada 1726 roku. Sejm podjął 104 uchwały, wpisane do konstytucji sejmowych.